# Saendelft
Saendelft is een wijk te Assendelft in de gemeente Zaanstad. De woonwijk, ten noorden van Noordeinde en ten zuiden van Langeheit, is een Vinex-locatie. De wijk bestaat uit twee buurten: het westelijke deel heet Parkrijk en het oostelijke deel heet Waterrijk. Saendelft heeft 16.847 inwoners (2021).

## Naam en locatie
De naam is een samentrekking van Zaanstad en Assendelft. Het gebied waar deze woonwijk werd gebouwd bevindt zich ter weerszijden van de oude, lintvormige kern van Assendelft in de Noorderpolder, waar zich ook de buurtschap Noordeinde bevindt. Aan de oostelijke zijde wordt het gebied begrensd door de Binnen Delft, in het noorden door de spoorlijn naar Alkmaar, en in het zuiden door de Noorderveenweg.

## Geschiedenis
Het gebied lag ongeveer 3000 v.Chr. op de grens tussen hoogveenmoeras en een waddenlandschap. Er drongen kreken in het gebied binnen. Daardoor zijn oeverwallen en stroomruggen in het landschap ontstaan.
Menselijke bewoning was er gedurende de Late IJzertijd en de Vroegromeinse tijd (200 v.Chr. - 200 n. Chr.). Hierna steeg de zeespiegel en verdween de bewoning. Archeologische overblijfselen van deze vroege bewoning werden in het gebied aangetroffen.
Vanaf de 10e eeuw werd het gebied definitief ontgonnen vanuit de Wijkermeer. Er werd aanvankelijk een stelsel van ontwateringssloten en kades aangelegd, en vanaf de 12e eeuw vond een meer systematische ontginning plaats, waarbij een slagenlandschap ontstond. De centrale as werd gevormd door de huidige Dorpsstraat van het lintdorp Assendelft. Aanvankelijk werd zowel akkerbouw als veeteelt bedreven, maar vanaf de 15e eeuw was de bodem zover gedaald dat akkerbouw onmogelijk werd. Vanaf de 17e eeuw werd de stolpboerderij in dit gebied geïntroduceerd.
Vanaf 1899 verrees in het noorden van dit gebied de Nederlandsche Linoleumfabriek, welke in 1968 Forbo ging heten. Sedert ongeveer 1920 ontwikkelde zich enige bebouwing (Spoorbuurt en bedrijventerrein) nabij het Station Krommenie-Assendelft. In de jaren 70 van de 20e eeuw werd een ruilverkavelingsproject uitgevoerd, waardoor het middeleeuwse kavelpatroon deels werd verstoord. Vanaf ongeveer het jaar 2000 werd en wordt de wijk Saendelft in dit gebied gebouwd.

## Het uitbreidingsplan
Saendelft wordt gezien als een van de laatste grote uitbreidingsplannen van Zaanstad. Gedurende de jaren 90 van de 20e eeuw werden 5000 woningen gepland. De nabijheid van Forbo in het noordoostelijk deel leidde ertoe dat in de buurt van het bedrijf geen woningen werden gebouwd, maar bedrijven zouden komen. Het aantal woningen is daarom teruggebracht tot ongeveer 4750. Buiten dit plangebied worden uiteindelijk nog een tweetal wijken gebouwd: ten noordwesten van dit gebied is nog de wijk Kreekrijk (920 woningen) en ten zuiden de wijk Overhoeken (150 woningen) geprojecteerd. Deze worden beschouwd als de laatste uitbreidingsprojecten van Zaanstad.
Saendelft valt uiteen in drie deelgebieden: Assendelft Noord, Waterrijk (oostelijk deel) en Parkrijk (westelijk deel). Het gebied wordt doorsneden door het noordelijk deel van de Dorpsstraat.
In de woonwijk bevinden zich een aantal voorzieningen, zoals scholen, parkjes en een winkelcentrum. De wijk is bereikbaar via een afrit op de A8 en station Krommenie-Assendelft op de spoorlijn Den Helder - Amsterdam. Het aangrenzende open landschap is onderdeel van het Nationaal Landschap Laag Holland.